# Itylos
Itylos (altgriechisch Ἴτυλος Ítylos) ist eine Figur der griechischen Mythologie. Er und seine Schwester Nëis waren Kinder des thebanischen Herrschers Zethos und der Aëdon.

## Mythos
Seine Mutter Aëdon neidete ihrer Schwägerin Niobe – Itylos’ Tante – die zahlreiche Nachkommenschaft. Im Wahn wollte sie deren ältesten Sohn Sipylos ermorden, der im selben Zimmer wie Itylos schlief. Sie verwechselte jedoch das Bett und tötete ihr eigenes Kind. Als sie den Irrtum erkannte, flehte sie die Götter an, ihr die menschliche Gestalt zu nehmen. Zeus verwandelte sie hierauf in eine Nachtigall, die seitdem mit dem Ruf „ityn, ityn“ das Opfer beklagt.
Einer anderen Version zufolge ist Prokne jene Nachtigall: Aus Rache an ihrem Gemahl Tereus hatte sie den gemeinsamen Sohn Itys zerstückelt.